# Mikel Herzog Herzog
Mikel Herzog Herzog (Bergara, Guipúscoa, 16 d'abril de 1960) és un cantant i compositor basc conegut per la seva participació en el Festival de la Cançó d'Eurovisió de 1998.
Herzog fou membre de diversos grups en el 1980 s, inclosa la seva banda pròpia Ébano. Per un temps curt fou el bateria de la banda Cadillac, i més tard esdevingué membre de La Década Prodigiosa. També va escriure cançons per a altres artistes, com ara "Tractor amarillo" que fou un èxit del grup Zapato Veloz el 1993; "La Puerta del Colegio" (1991) i "Mi Amada" (1993), èxits del grup mexicà Magneto (juntament amb Alberto Estébanez). Va fer diversos singles en la dècada de  1990 així com  "Hasta el final del mundo", un duet amb Mónica Naranjo.
El 1998, Herzog va ser escollit per TVE com el representant espanyol per al 43è Eurovision Competició de Cançó amb la cançó "¿Qué voy a hacer sin ti?". A la competició, celebrada a Birmingham el 9 de maig, va acabar en el 16è lloc d'un total de 25 cançons.
Dins 2001, Herzog es va unir a l'equip de d'Operación Triunfo, un concurs reality de cantants, que va seleccionar l'espanyol participant en el Festival de la Cançó d'Eurovisió del 2002. El 2007 estigué un altre cop implicat en la selecció del cantant per a Eurovisió com a membre d'un grup de cinc jutges a l'espectacle Misión Eurovisión 2007.

## Discografia
- Bienvenidos al paraíso (1992)
- Un regalo de amor (1994)
- La magia del amor (1996)
- ¿Qué voy a hacer sin ti? (1998)
- En tu mano está (1999)
- Cómo pasa el tiempo (2006)